# Sylwester Gaweł
Sylwester Gaweł (ur. 7 lipca 1973) – polski zawodnik i działacz judo.
Były zawodnik TS Wisła Kraków (1989-2000). Dwukrotny medalista zawodów pucharu świata seniorów: złoty w s'Hetrogenbosh 1999 i brązowy w Rzymie 1998. Pięciokrotny medalista mistrzostw Polski seniorów: złoty w 1996 w kat. open, srebrny w 1993 w kat. poniżej 78 kg oraz trzykrotny brązowy (1996 w kat. poniżej 86 kg, 1998 i 1999 w kat. poniżej 90 kg). Trzykrotny medalista mistrzostw USA seniorów: złoty w 2006, srebrny w 2007 i brązowy w 2010 w kat. open. Mieszka w USA. W 2015 został wybrany prezesem New York State Judo Inc.